# Volta a Múrcia 2020
La Volta a Múrcia 2020, 40a edició de la Volta a Múrcia, es disputà entre el 14 i el 15 de febrer de 2020. La cursa es dividí en dues etapes i formà part del calendari UCI Europa Tour 2020 dins la categoria 2.1.
El vencedor final fou el belga Xandro Meurisse (Circus-Wanty Gobert), que fou acompanyat al podi per Josef Černý (CCC Team) i Lennard Kämna (Bora-Hansgrohe).

## Equips participants
En la cursa hi van prendre part 18 equips 
| WorldTeams (4)- Astana - Bora-Hansgrohe - Movistar Team - CCC Team ProTeams (10)- Caja Rural-Seguros RGA - Sport Vlaanderen-Baloise - Burgos-BH - Euskaltel-Euskadi - Circus-Wanty Gobert - Arkéa-Samsic - Gazprom-RusVelo - Riwal Readynez - Rally Cycling - Bingoal-Wallonie Bruxelles Equips continentals (4)- Kometa-Xstra - Equipo Kern Pharma - Aviludo-Louletano - Lokosphinx |
| |

## Etapes
| Etapa    | Data      | Ciutats d'etapa                     | type                    | Distància (km) | Vencedor de l'etapa   | Líder de la general |
| -------- | --------- | ----------------------------------- | ----------------------- | -------------- | --------------------- | ------------------- |
| 1a etapa | 14 de feb | Los Alcázares – Caravaca de la Cruz | etapa accidentada       | 177,6          | Xandro Meurisse       | Xandro Meurisse     |
| 2a etapa | 15 de feb | Santomera – Múrcia                  | etapa de mitja muntanya | 179,6          | Luis León Sánchez Gil | Xandro Meurisse     |

### Etapa 1
| \| Classificació de l'etapa \| Classificació de l'etapa \| Classificació de l'etapa \| Classificació de l'etapa \| Classificació de l'etapa \| \| Corredor \| Corredor \| Equip \| Temps \| \| \| ------------------------ \| ------------------------ \| ------------------------ \| ------------------------ \| ------------------------ \| \| 1r \| Xandro Meurisse \| Circus-Wanty Gobert \| 4h 24' 00" \| \| \| 2n \| Adam de Vos \| Rally Cycling \| + 4" \| \| \| 3r \| Josef Černý \| CCC Team \| + 11" \| \| \| 4t \| Thibault Guernalec \| Arkéa-Samsic \| + 11" \| \| \| 5è \| Lennard Kämna \| Bora-Hansgrohe \| + 17" \| \| \| 6è \| Nikita Stalnow \| Astana \| + 20" \| \| \| 7è \| Jefferson Cepeda \| Caja Rural-Seguros RGA \| + 23" \| \| \| 8è \| Sergio García \| Kometa-Xstra \| + 29" \| \| \| 9è \| Héctor Carretero Milla \| Movistar Team \| + 37" \| \| \| 10è \| Antonio Jesús Soto \| Fundación-Orbea \| + 50" \| \| |                        |                        |            |
| |                        |                        |            |
| Font: ProCyclingStats |                        |                        |            |
| Classificació de l'etapa |                        |                        |            |
| Corredor | Corredor               | Equip                  | Temps      |
| 1r | Xandro Meurisse        | Circus-Wanty Gobert    | 4h 24' 00" |
| 2n | Adam de Vos            | Rally Cycling          | + 4"       |
| 3r | Josef Černý            | CCC Team               | + 11"      |
| 4t | Thibault Guernalec     | Arkéa-Samsic           | + 11"      |
| 5è | Lennard Kämna          | Bora-Hansgrohe         | + 17"      |
| 6è | Nikita Stalnow         | Astana                 | + 20"      |
| 7è | Jefferson Cepeda       | Caja Rural-Seguros RGA | + 23"      |
| 8è | Sergio García          | Kometa-Xstra           | + 29"      |
| 9è | Héctor Carretero Milla | Movistar Team          | + 37"      |
| 10è | Antonio Jesús Soto     | Fundación-Orbea        | + 50"      |

| \| Classificació general \| Classificació general \| Classificació general \| Classificació general \| Classificació general \| \| Corredor \| Corredor \| Equip \| Temps \| \| \| --------------------- \| ---------------------- \| ---------------------- \| --------------------- \| --------------------- \| \| 1r \| Xandro Meurisse \| Circus-Wanty Gobert \| 4h 24' 00" \| \| \| 2n \| Adam de Vos \| Rally Cycling \| + 4" \| \| \| 3r \| Josef Černý \| CCC Team \| + 11" \| \| \| 4t \| Thibault Guernalec \| Arkéa-Samsic \| + 11" \| \| \| 5è \| Lennard Kämna \| Bora-Hansgrohe \| + 17" \| \| \| 6è \| Nikita Stalnow \| Astana \| + 20" \| \| \| 7è \| Jefferson Cepeda \| Caja Rural-Seguros RGA \| + 23" \| \| \| 8è \| Sergio García \| Kometa-Xstra \| + 29" \| \| \| 9è \| Héctor Carretero Milla \| Movistar Team \| + 37" \| \| \| 10è \| Antonio Jesús Soto \| Fundación-Orbea \| + 50" \| \| |                        |                        |            |
| |                        |                        |            |
| Font: ProCyclingStats |                        |                        |            |
| Classificació general |                        |                        |            |
| Corredor | Corredor               | Equip                  | Temps      |
| 1r | Xandro Meurisse        | Circus-Wanty Gobert    | 4h 24' 00" |
| 2n | Adam de Vos            | Rally Cycling          | + 4"       |
| 3r | Josef Černý            | CCC Team               | + 11"      |
| 4t | Thibault Guernalec     | Arkéa-Samsic           | + 11"      |
| 5è | Lennard Kämna          | Bora-Hansgrohe         | + 17"      |
| 6è | Nikita Stalnow         | Astana                 | + 20"      |
| 7è | Jefferson Cepeda       | Caja Rural-Seguros RGA | + 23"      |
| 8è | Sergio García          | Kometa-Xstra           | + 29"      |
| 9è | Héctor Carretero Milla | Movistar Team          | + 37"      |
| 10è | Antonio Jesús Soto     | Fundación-Orbea        | + 50"      |

### Etapa 2
| \| Classificació de l'etapa \| Classificació de l'etapa \| Classificació de l'etapa \| Classificació de l'etapa \| Classificació de l'etapa \| \| Corredor \| Corredor \| Equip \| Temps \| \| \| ------------------------ \| ------------------------------ \| ------------------------ \| ------------------------ \| ------------------------ \| \| 1r \| Luis León Sánchez Gil \| Astana \| 4h 21' 04" \| \| \| 2n \| Omar Fraile Matarranz \| Astana \| + 7" \| \| \| 3r \| Josef Černý \| CCC Team \| + 7" \| \| \| 4t \| Xandro Meurisse \| Circus-Wanty Gobert \| + 7" \| \| \| 5è \| Lennard Kämna \| Bora-Hansgrohe \| + 7" \| \| \| 6è \| Vicente García de Mateos Rubio \| Aviludo-Louletano \| + 7" \| \| \| 7è \| Alejandro Valverde Belmonte \| Movistar Team \| + 20" \| \| \| 8è \| Felix Großschartner \| Bora-Hansgrohe \| + 20" \| \| \| 9è \| Matteo Trentin \| CCC Team \| + 20" \| \| \| 10è \| Kamil Małecki \| CCC Team \| + 5' 25" \| \| |                                |                     |            |
| |                                |                     |            |
| Font: ProCyclingStats |                                |                     |            |
| Classificació de l'etapa |                                |                     |            |
| Corredor | Corredor                       | Equip               | Temps      |
| 1r | Luis León Sánchez Gil          | Astana              | 4h 21' 04" |
| 2n | Omar Fraile Matarranz          | Astana              | + 7"       |
| 3r | Josef Černý                    | CCC Team            | + 7"       |
| 4t | Xandro Meurisse                | Circus-Wanty Gobert | + 7"       |
| 5è | Lennard Kämna                  | Bora-Hansgrohe      | + 7"       |
| 6è | Vicente García de Mateos Rubio | Aviludo-Louletano   | + 7"       |
| 7è | Alejandro Valverde Belmonte    | Movistar Team       | + 20"      |
| 8è | Felix Großschartner            | Bora-Hansgrohe      | + 20"      |
| 9è | Matteo Trentin                 | CCC Team            | + 20"      |
| 10è | Kamil Małecki                  | CCC Team            | + 5' 25"   |

## Classificació general
| \| Classificació general \| Classificació general \| Classificació general \| Classificació general \| Classificació general \| \| Corredor \| Corredor \| Equip \| Temps \| \| \| --------------------- \| ------------------------------ \| ---------------------- \| --------------------- \| --------------------- \| \| 1r \| Xandro Meurisse \| Circus-Wanty Gobert \| 8h 45' 55" \| \| \| 2n \| Josef Černý \| CCC Team \| + 11" \| \| \| 3r \| Lennard Kämna \| Bora-Hansgrohe \| + 17" \| \| \| 4t \| Thibault Guernalec \| Arkéa-Samsic \| + 5' 49" \| \| \| 5è \| Nikita Stalnow \| Astana \| + 5' 58" \| \| \| 6è \| Jefferson Cepeda \| Caja Rural-Seguros RGA \| + 6' 01" \| \| \| 7è \| Héctor Carretero Milla \| Movistar Team \| + 6' 15" \| \| \| 8è \| Sergio García \| Kometa-Xstra \| + 11' 16" \| \| \| 9è \| Antonio Jesús Soto \| Fundación-Orbea \| + 11' 35" \| \| \| 10è \| Adam de Vos \| Rally Cycling \| + 12' 45" \| \| \| 11è \| Luis León Sánchez Gil \| Astana \| + 16' 42" \| \| \| 12è \| Omar Fraile Matarranz \| Astana \| + 16' 49" \| \| \| 13è \| Vicente García de Mateos Rubio \| Aviludo-Louletano \| + 16' 49" \| \| \| 14è \| Alejandro Valverde Belmonte \| Movistar Team \| + 17' 02" \| \| \| 15è \| Felix Großschartner \| Bora-Hansgrohe \| + 17' 02" \| \| |                                |                        |            |
| |                                |                        |            |
| Font: ProCyclingStats |                                |                        |            |
| Classificació general |                                |                        |            |
| Corredor | Corredor                       | Equip                  | Temps      |
| 1r | Xandro Meurisse                | Circus-Wanty Gobert    | 8h 45' 55" |
| 2n | Josef Černý                    | CCC Team               | + 11"      |
| 3r | Lennard Kämna                  | Bora-Hansgrohe         | + 17"      |
| 4t | Thibault Guernalec             | Arkéa-Samsic           | + 5' 49"   |
| 5è | Nikita Stalnow                 | Astana                 | + 5' 58"   |
| 6è | Jefferson Cepeda               | Caja Rural-Seguros RGA | + 6' 01"   |
| 7è | Héctor Carretero Milla         | Movistar Team          | + 6' 15"   |
| 8è | Sergio García                  | Kometa-Xstra           | + 11' 16"  |
| 9è | Antonio Jesús Soto             | Fundación-Orbea        | + 11' 35"  |
| 10è | Adam de Vos                    | Rally Cycling          | + 12' 45"  |
| 11è | Luis León Sánchez Gil          | Astana                 | + 16' 42"  |
| 12è | Omar Fraile Matarranz          | Astana                 | + 16' 49"  |
| 13è | Vicente García de Mateos Rubio | Aviludo-Louletano      | + 16' 49"  |
| 14è | Alejandro Valverde Belmonte    | Movistar Team          | + 17' 02"  |
| 15è | Felix Großschartner            | Bora-Hansgrohe         | + 17' 02"  |

### Classificacions secundàries

#### Classificació de la muntanya
| Classificació de la muntanya | Classificació de la muntanya   | Classificació de la muntanya | Classificació de la muntanya | Classificació de la muntanya |
| Corredor                     | Corredor                       | Equip                        | Punts                        |                              |
| ---------------------------- | ------------------------------ | ---------------------------- | ---------------------------- | ---------------------------- |
| 1r                           | Omar Fraile Matarranz          | Astana                       | 18 pts                       |                              |
| 2n                           | Nikita Stalnow                 | Astana                       | 18 pts                       |                              |
| 3r                           | Lennard Kämna                  | Bora-Hansgrohe               | 13 pts                       |                              |
| 4t                           | Alejandro Valverde Belmonte    | Movistar Team                | 12 pts                       |                              |
| 5è                           | Jefferson Cepeda               | Caja Rural-Seguros RGA       | 10 pts                       |                              |
| 6è                           | Vicente García de Mateos Rubio | Aviludo-Louletano            | 9 pts                        |                              |
| 7è                           | Xandro Meurisse                | Circus-Wanty Gobert          | 6 pts                        |                              |
| 8è                           | Héctor Carretero Milla         | Movistar Team                | 6 pts                        |                              |
| 9è                           | Óscar Rodríguez Garaicoechea   | Astana                       | 6 pts                        |                              |
| 10è                          | Nélson Oliveira                | Movistar Team                | 6 pts                        |                              |

#### Classificació per punts
| Classificació per punts | Classificació per punts        | Classificació per punts | Classificació per punts | Classificació per punts |
| Corredor                | Corredor                       | Equip                   | Punts                   |                         |
| ----------------------- | ------------------------------ | ----------------------- | ----------------------- | ----------------------- |
| 1r                      | Xandro Meurisse                | Circus-Wanty Gobert     | 39 pts                  |                         |
| 2n                      | Josef Černý                    | CCC Team                | 32 pts                  |                         |
| 3r                      | Luis León Sánchez Gil          | Astana                  | 25 pts                  |                         |
| 4t                      | Lennard Kämna                  | Bora-Hansgrohe          | 24 pts                  |                         |
| 5è                      | Adam de Vos                    | Rally Cycling           | 20 pts                  |                         |
| 6è                      | Omar Fraile Matarranz          | Astana                  | 20 pts                  |                         |
| 7è                      | Thibault Guernalec             | Arkéa-Samsic            | 14 pts                  |                         |
| 8è                      | Nikita Stalnow                 | Astana                  | 10 pts                  |                         |
| 9è                      | Vicente García de Mateos Rubio | Aviludo-Louletano       | 10 pts                  |                         |
| 10è                     | Alejandro Valverde Belmonte    | Movistar Team           | 10 pts                  |                         |

#### Classificació per equips
| Classificació per equips | Classificació per equips | Classificació per equips | Classificació per equips |
| Equip                    | Equip                    | Temps                    |                          |
| ------------------------ | ------------------------ | ------------------------ | ------------------------ |
| 1r                       | Astana                   | 26h 57' 07"              |                          |
| 2n                       | CCC Team                 | + 8"                     |                          |
| 3r                       | Circus-Wanty Gobert      | + 5' 37"                 |                          |
| 4t                       | Bora-Hansgrohe           | + 6' 45"                 |                          |
| 5è                       | Movistar Team            | + 11' 56"                |                          |

## Evolució de les classificacins
| Etapa                  | Vencedor               | Classificació general | Classificació de la muntanya | Classificació per punts | Classificació de les metes volants | Classificació per equips |
| ---------------------- | ---------------------- | --------------------- | ---------------------------- | ----------------------- | ---------------------------------- | ------------------------ |
| 1                      | Xandro Meurisse        | Xandro Meurisse       | Nikita Stalnov               | Xandro Meurisse         | Adam De Vos                        | Arkéa-Samsic             |
| 2                      | Luis León Sánchez      | Xandro Meurisse       | Omar Fraile                  | Xandro Meurisse         | Antonio Jesús Soto                 | Astana                   |
| Classificacions finals | Classificacions finals | Xandro Meurisse       | Omar Fraile                  | Xandro Meurisse         | Antonio Jesús Soto                 | Astana                   |